# Búzás Dorottya
Búzás Dorottya (Csíkszereda, 1995. március 14. –) erdélyi magyar biatlonista, sífutó.

## Sportolói pályafutása
Becenevén Dodo 2001-ben sífutással kezdte, 2006-tól biatlonista.

## Eredményei

### 2013
2013.02.21  II. helyezés, Téli Európai Ifjúsági Olimpia – Sprint
2013.01.18  II. helyezés, Országos  bajnokság – Sprint
2013.01.17  I. helyezés, Országos bajnokság – Egyéni
2013.01.12  II. helyezés, Országos bajnokság – Üldöző
2013.01.12  II. helyezés, Országos bajnokság – Sprint

### 2012
2012.09.22 – I. helyezés, Országos görsí bajnokság – Üldöző
2012.09.21 –I. helyezés, Országos görsí bajnokság – Sprint
2012.03.27 – III. helyezés, Országos bajnokság – Üldöző
2012.03.26 – I. helyezés, Országos bajnokság –Sprint
2012.03.11 – II. helyezés, Országos bajnokság – Egyéni
2012.03.10 – III. helyezés, Országos bajnokság – Sprint
2012.02.11 – II. helyezés, Országos bajnokság – Sprint
2012.02.10 – III. helyezés, Balkán kupa – Egyéni
2012.02.09 – II. helyezés, Országos bajnokság – Egyéni

### 2011
2011.09.17 – III. helyezés, Országos görsí bajnokság – Üldöző
2011.09.16 – III. helyezés, Országos görsí bajnokság – Sprint
2011.03.12 – I. helyezés, Országos bajnokság – Egyéni
2011.03.09 – II. helyezés, Országos bajnokság – Üldöző
2011.03.08 – I. helyezés, Országos bajnokság – Sprint

### 2010
2010.10.23 – I. helyezés, Országos  bajnokság - Sprint
2010.10.22 - I. helyezés, Országos görsí bajnokság - Sprint
2010.10.10 - III. helyezés, Országos bajnokság - Üldoző
2010.10.09 - II. helyezés, Országos bajnokság - Egyéni
2010.03.17 - I. helyezés, Országos  bajnokság - Sprint
2010.03.16 - I. helyezés, Országos bajnokság - Egyéni
2010.02.06 - II. helyezés, Országos  bajnokság - Sprint
2010.02.05 - III. helyezés, Országos bajnokság - Egyéni

### 2009
2009.10.17- III. helyezés, Országos száraz biatlon  bajnokság - Sprint
2009.10.16 - I. helyezés, Országos száraz biatlon  bajnokság - Egyéni
2009.03.21- I. helyezés, Országos  bajnokság - Sprint
2009.03.07- III. helyezés, Országos  bajnokság - Sprint

### 2008
2008.10.04 - II. helyezés, Országos  bajnokság - Sprint
2008.10.03 - II. helyezés, Országos bajnokság - Egyéni
2008.02.27 - I. helyezés, Országos  bajnokság - Sprint
2008.02.26- III. helyezés, Országos bajnokság - Egyéni